# Yanguas
Yanguas és un municipi de la província de Sòria, a la comunitat autònoma de Castella i Lleó, situat al nord est d'Espanya.
Yanguas té uns 92 habitats en 2018 segons Institut Nacional d'Estadística d'Espanya.
Des del punt de vista jeràrquic de l'Església catòlica forma part de la diòcesi d'Osma la qual, al seu torn, és seu sufragánea de l'Arquebisbat de Burgos.

## Geografia
És el poble situat més a nord de Sòria, fent el límit d'aquesta Província amb la Rioja. 45 km separan a Yanguas de Soria i 37 d'Arnedo, a la vora del riu Cidacos. Geogràficament es troba en el Camero Viejo.
Se situa en l'extrem septentrional de la Serra soriana, a prop de la Rioja, sobre un de les coline de la Serra de Cameros.
Hi ha jaciments de plom en les proximitats de la localidad.

## Història
D'origen preromà, època de la qual tot just queden unes restes de muralla de terra, conquerida al s. XI i repoblada en el XII per Alfons VII de Castella i Lleó, va ser fins al s. XIX vila senyorial. Les primeres notícies documentades són aproximadament del segle XIII. En aquesta època el rei de castellà atorga als yangüeses el privilegi de no pagar portazgos a l'entrada d'algunes ciutats castellanes. Aquest privilegi, unit a la mala situació de l'agricultura i les males maneres dels senyors de Yanguas, van fer que comences una important tasca comercial de traginers. Tan importants van arribar a ser els traginers yangüeses que apareixen en el capítol XV de la primera part del Quixot de la Manxa de Cervantes.
La decadència del comerç, la desaparició de la Mesta, així com l'abandó del medi rural, progressiu des del XIX han provocat un abandonament del què en l'actualitat sembla sortir el poble.
Yanguas durant l'Edat Mitjana va ser capçalera d'una important Comunitat de Vila i Terra anomenada Terra de Yanguas, al Cens de Floridablanca denominat Partit de Yanguas, senyor del marquès de Aguilar.
A la caiguda de l'Antic Règim la localitat es constitueix en el municipi constitucional a la regió de Castella la Vella, partit de Ágreda que en el cens de 1842 comptava amb 128 hogars i 450 veïns.
A mitjan segle XX creix el terme del municipi perquè incorpora a Vellosillo i La Mata.
A finals del segle xx, creix el terme del municipi perquè incorpora a Leria.

## Medi ambient
En el seu terme i inclosos a la Xarxa Natura 2000 els següents llocs:
Lloc d'Interès Comunitari conegut com a Riberes del Riu Cidacos i afluents, ocupant 57 hectàrees, l'1% del seu terme.

## Situacion actual
Yanguas avui dia és un poble de 92 habitants, que ha vist oberta de nou l'escola, tenint una població infantil important, més de 15 nens i nenes. Que continua oberta depèn del Centre Públic de Sant Pere Manrique, igual que d'altres escoles de Terres Altes Inclou els despoblats de la Vega, Leria, la Mata i Vellosillo. Amb motiu de les obres de la propera presa d'Enciso (La Rioja) l'ajuntament de Yanguas està portant millores en els camins, així com a la riba del riu Cidacos, finançades en part gràcies a la CHE, per ser el terme municipal afectat per l'esmentat embassament.

## Demografia
La població, segons les taules que publica l'Institut Nacional d'Estadística l'any 2018, hi havia un total de 92 habitants.
Població de Yanguas segons el cens de població segons la INE.
Població per Nuclis
| Núcleos    | Habitantes (2000) | Habitantes (2018) | Notas     |
| Yanguas    | 136               | 92                | poblat    |
| La Mata    | 0                 | 0                 | Despoblat |
| La Vega    | 0                 | 0                 | Despoblat |
| Leria      | 0                 | 0                 | Despoblat |
| Vellosillo | 0                 | 0                 | Despoblat |

## Art i Patrimoni
Presenta interès l'arquitectura a força de sillarejo (pissarra o llosa), maçoneria i entramats de fusta i tàpia, de notable uniformitat, així com edificacions senyorials i la Plaça Major.
Com a edificis singulars destaquen el Castell (amb draps i torres de tapia), l'església parroquial de Sant Llorenç (gòtica del segle XV), les portes de la vila i l'antic hospital
- Aquest article és una obra derivada de la disposició relativa al procés de declaració o incoació d'un bé cultural o natural publicada en el BOCyL núm. 35 el 22 de febrer de 1993, text que està lliure de restriccions conegudes sota la llei de l' dret d'autor de conformitat amb el qual disposa l'article 13 de la Llei de Propietat Intel·lectual espanyola.

La importància de la vila en temps passats ha deixat un conjunt monumental d'interès, declarat en els anys 80 Conjunt Històric-Artístic. D'aquest calen destacar:
- Portes del Riu i de la Vila: antics passos de la muralla queden avui com arcs ornamentals, únic vestigi de les muralles medievals de la vila
- Castell De Yanguas
- Església de Sant Llorenç: de gòtic flamíger. El seu interès principal es que s'hi guarda l'arqueta de l'ajuntament de Yanguas. Aquesta arqueta es guardaven els documents legals de la vila. Posseïa quatre cadenats, cadascuna de les claus estava en possessió d'un dels alcaldes de la vila i de la seva terra de manera que no es pogués obrir sense que els altres estiguessin presents. A més en aquesta església se celebraven les reunions del consell
- Casa consistorial: Del segle xviii, és un edifici que domina la plaça major de la vila
- Església de Santa Maria: del segle xvi és la més important de les esglésies de Yanguas, parròquia de la desapareguda Vila Vella. Hi ha una capella on es conserva el Sant Crist de la Vila Vella. Separada de l'església per una imponent reixa que simbolitza que, així com l'església és de poble, la capella pertany a tota la comunitat de 25 pobles. Posseeix a més un interessant retaule plateresc.
- Pont sobre el riu Cidacos. Encara es dubta sobre el seu origen, el més probable és que sigui d'origen medieval, es l'antic pas de la calçada que conduïa a Calahorra i ara és per a vianants.
- Torre de Sant Miquel l'únic vestigi de la desapareguda església homònima. L'historiador Esteban de Garibay va assenyalar que el rei Aureli d'Astúries es trobava sepultat, juntament amb el seu pare, Fruela de Cantabria, en l'actualment desapareguda església de Sant Miquel de Yanguas.[10] Es troba allunyada de la vila tot i que probablement estigués molt a prop de les últimes cases de la Vila Vella. És d'estil romànic català, únic exemple d'aquest en la provincia de Soria. És una torre exempta que conserva a l'interior un parell de rudimentaris grafitis que acudeixen al patró de l'església. Per la seva situació i per la seva morfologia s'ha pensat que podria haver funcionat com a porta a l'antic poble romà de Yanguas i com vigilància de la via romana que unia Numància.amb Calahorra.
- Museu d'Art Sacre: un petit museu instal·lat a l'antiga casa parroquial. Posseeix diferents talles religioses de divers interès, així com un altar de campanya decorat, un Crist Sedent, un altre romànic i diversos elements litúrgics de diferent valor.
- El poble al seu torn conserva diverses cases blasonades que denoten la importància dels habitants i del poble en segles passats.

L'entorn natural de Yanguas és de gran riquesa encara que les muntanyes més propers estan desforestats per la gran activitat ramadera que va tenir la zona fins al XIX. A 8 km per una carretera secundària es troba la fageda de Diustes d'especial bellesa a la tardor. A uns 30 es troba el Acebal de Garagüeta una de les majors reserves d'aquest arbust a Espanya. El riu Cidacos deixa a les seves riberes plenes d'arbredes i omedes i és vedat de pesca en algunes zones.

## Zones Arqueològiques
Dins el patrimoni paleontològic, s'han trobat algunes petjades de dinosaure a la rodalia la Muga de la qual existeix una rèplica en fibra de vidre a l'entrada de la vila. En els pobles propers existeixen extensos jaciments de petjades de dinosaures-icnites. A la província de Sòria Villar del Riu, Bretún o Santa Creu de Yanguas són els més importants. A 12 km, ja en la província de la Rioja Enciso.
- El Majadal
- La Muga

Les dues reconegudes com a Bé d'Interès Cultura.

## Yanguas i el Quixot
Sembla clar que van ser paisans de Yanguas dels que va voler retratar Cervantes a la seva novel·la, El Quixot de la Manxa. El fet que el comerç entre el nord d'Espanya i el sud tingués un dels moments d'auge en aquests segles, el que Yanguas posseeixi el privilegi d'exempció de portazgos, fa pensar en aquesta possibilitat. Com es diu Yanguas posseeix un privilegi que permet als seus traginers sortir a comerciar per Castella sense pagar impostos a l'entrada de les ciutats. Un dels camins portava el nom de Camí dels Yangüeses a la Manxa per la qual cosa és possible que, donada la importància comercial de les rutes cap a Sevilla, siguin avantpassats d'aquest poble els que va voler retratar Miguel de Cervantes.

## Festes
Les seves festes patronals se celebren en honor del Sant Crist de la Vila Vella, patró tant de la vila com els 25 municipis que formaven part de la comunitat de terra de Yanguas.
També té altres celebracions com la recuperada festa de les processons en què els 25 pobles que conformen la Vila i Terra de Yanguas baixaven a honorar Yanguas al patró, el St. Crist de la Vila Vella. Avui tot just es reuneixen 6 o 7 pobles a causa que la majoria d'ells va ser progressivament abandonat a mitjan segle xx. En els anys 90 de la XX es va establir la Setmana Cultural, un moment per a excursions, exposicions i altres activitats a l'agost.

## Allotjaments
En l'actualitat l'auge del turisme rural ha fet que s'inaugura 3 cases rurals i un alberg